# تشاد تريسي
تشاد تريسي (بالإنجليزية: Chad Tracy)‏ هو لاعب كرة قاعدة أمريكي، ولد في 4 يوليو 1985 في أرلينغتون هايتس في الولايات المتحدة.

## وصلات خارجية
- تشاد تريسي على موقعبيزبول رفرنس.كوم (الدوري الثانوي) (الإنجليزية)